# 6641 Bobross
6641 Bobross (1990 OK2) là một tiểu hành tinh vành đai chính được phát hiện ngày 29 tháng 7 năm 1990 bởi H. E. Holt ở Palomar.